# Matteo Ferrari
Matteo Ferrari, né le 5 décembre 1979 à Aflou (Algérie), est un footballeur international italien évoluant au poste de défenseur central.
Durant sa carrière professionnelle, il évolue avec les meilleurs clubs de Série A mais aussi avec Everton en Premier League, le Beşiktaş en Turquie et l'Impact de Montréal en MLS.

## Biographie
Matteo Ferrari nait en Algérie d'un père italien et d'une mère guinéenne.
Matteo possède 11 sélections en équipe d'Italie. Sa première sélection a lieu le 20 novembre 2002 lors d'un match face à la Turquie. 
Matteo Ferrari décide de rejoindre le Beşiktaş en juin 2009. Il signe un contrat de 3 ans pour le club turc pour un transfert estimé à 6 M€,,. Son salaire s'élève alors à 2,5 M€ par saison.
Il est libéré en août 2011 par le club stambouliote. Il s'entraîne avec Monza, un club italien de 3e division, jusqu'au 14 février 2012 où il rejoint l'Impact de Montréal lors de la pré-saison avant de signer officiellement le 29 pour la première saison du club en MLS.
Il inscrit son 1er but en MLS le 11 mai 2013, face au Real Salt Lake, lors d'une victoire 3-2 des montréalais. À l'issue de la saison 2014, la franchise québécoise n'exerce pas l'option à son contrat et le joueur est donc libre.

## Palmarès
- Vainqueur de la Coupe d'Italie en 2002 avec Parme
- Vainqueur de la Coupe d'Italie en 2007 et 2008 avec l'AS Rome
- Vainqueur de la Supercoupe d'Italie en 2007 avec l'AS Rome
- Champion d'Europe espoirs en 2000 avec l'équipe d'Italie espoirs
- Médaille de Bronze aux Jeux olympiques d'Athènes en 2004 avec l'équipe d'Italie
- Vainqueur de la Coupe de Turquie en 2011 avec le Beşiktaş.
- Vainqueur du Championnat canadien en 2013 et 2014 avec l'Impact de Montréal.

## Sélections
- 11 sélections en équipe d'Italie
- 33 sélections (3 buts) en équipe d'Italie espoirs